# Eduarda Santos Lisboa
Eduarda „Duda“ Santos Lisboa (* 1. August 1998 in Aracaju) ist eine brasilianische Beachvolleyballspielerin. Mit ihrer Partnerin Ana Patrícia Ramos wurde sie 2022 Weltmeisterin und 2024 Olympiasiegerin.

## Karriere

### Jugend
Als Fünfjährige begann Duda Lisboa mit dem Beachvolleyball. Im Alter von dreizehn Jahren startete die Südamerikanerin zum ersten Mal bei einer Weltmeisterschaft. Mit Drussyla Costa konnte sie in den Gruppenspielen der U19-WM unter anderem die deutschen Sandra Ittlinger/Yanina Weiland bezwingen, das brasilianische Duo scheiterte jedoch im Viertelfinale und belegten den fünften Rang. Im folgenden Jahr revanchierte sich Weiland mit Anna Behlen bei der U21-WM im Achtelfinale, sodass Duda mit ihrer neuen Partnerin Tainá Silva Bigi den neunten Platz erreichte. Zuvor hatte die Vierzehnjährige bei der WM U23 als jüngste Spielerin aller Zeiten bei einer Juniorenweltmeisterschaft (einschließlich der U21 Veranstaltungen) nach einer knappen Dreisatzniederlage im Finale gegen Victoria Bieneck und Isabel Schneider gemeinsam mit Thais Rodrigues Ferreira die Silbermedaille erhalten. Ebenfalls als jüngste Athletin aller bisherigen Jugendevents gelang es Duda im gleichen Jahr mit Tainá, die Jugend-WM U19 in Porto zu gewinnen. Mit Andressa Cavalcanti Ramalho konnte Duda diesen Titelgewinn 2014 wiederholen. Im gleichen Jahr gewann die inzwischen sechzehnjährige Südamerikanerin mit ihrer Partnerin Ana Patrícia Ramos nach dem Finalsieg über die McNamara Zwillinge die Goldmedaille bei den Olympischen Jugend-Sommerspielen 2014 in Nanjing. 2016 waren Duda und Ana Patrícia bei der U21-Weltmeisterschaft in Luzern siegreich. Mit Victoria gewann sie 2016 auch die U19-Weltmeisterschaft. 2017 verteidigten Duda und Ana Patrícia in Nanjing ihren U21-Weltmeistertitel erfolgreich.

### Erwachsene
Ihre erste Top-Ten-Platzierung auf der World Tour der FIVB erreichte Duda Lisboa im Dezember 2013. Bei den Durban Open in Südafrika belegte sie mit ihrer Partnerin Thais den fünften Rang. Mit ihrer U23-Partnerin Carol Máximo spielte Duda 2014/2015 auch auf der nationalen Tour und hatte zwei Siege bei der Südamerika Tour.
Von 2015 bis 2016 spielte Duda Lisboa an der Seite von Elize Secomandi Maia. Nach einem fünften Platz in Luzern gelang den beiden Brasilianerinnen mit Platz drei bei den Prag Open ihr bis dahin bestes Ergebnis auf der FIVB World Tour. Bei der ersten Veranstaltung der Tour 2015/16, den Vallarta Open in Mexiko, toppten die beiden Südamerikanerinnen dieses Resultat mit dem Erreichen des Finales, das sie gegen Ludwig/Walkenhorst verloren. Im Februar 2016 gelangen Duda und Elize Maia in ihrer Heimat bei den Maceió Open der erste Sieg auf der FIVB World Tour, den sie in Fortaleza wiederholen konnten. Die bis dahin beste Platzierung bei einem Grand Slam erzielten die Athletinnen im gleichen Jahr in Moskau mit dem fünften Rang. Im folgenden Monat konnten sie dieses Ergebnis mit dem Erreichen des Halbfinales beim Olsztyn Grand Slam in Polen noch übertreffen.
Ab 2017 bildete Duda mit der fünfzehn Jahre älteren Weltmeisterin Ágatha Bednarczuk ein Duo. Auf der FIVB World Tour hatten die beiden Brasilianerinnen zahlreiche Medaillen-Platzierungen. Bei der WM in Wien schieden sie in der ersten Hauptrunde gegen die Tschechinnen Hermannová/Sluková aus. Seit 2018 gehörten Ágatha/Duda zur absoluten Weltspitze. Sie wurden 2018 und 2021 World Tour Champions, gewannen zahlreiche 4-Sterne-Turniere und erreichten bei den Olympischen Spielen in Tokio Platz neun. Nach einem Sieg im November 2021 beim 4-Sterne-Turnier im heimischen Itapema trennten sich die beiden.
Seit 2022 spielt Duda Lisboa wieder zusammen mit Ana Patrícia Ramos. Im Juni gewannen Duda Lisboa und Ana Patrícia Ramos die Weltmeisterschaft in Rom. Bei den Elite16-Events auf der neugeschaffenen World Beach Pro Tour erreichten sie ausnahmslos Top-Ten-Plätze: Fünfte in Rosarito, Neunte in Ostrava, Dritte in Jūrmala, Siegerinnen in Gstaad, Dritte in Paris, Dritte in Kapstadt und Siegerinnen in Uberlândia. Beim World Pro Tour Finale 2022 in Doha belegten sie den zweiten Platz. Auf der World Beach Pro Tour 2023 erreichten Duda/Ana Patrícia bei den Elite16-Turnieren in Doha Platz fünf, in Tepic Platz zwei, in Uberlândia Platz drei sowie in Ostrava und Gstaad jeweils Platz eins. Nach einem fünften Platz in Montréal gab es in Hamburg und in Paris erneut Turniersiege für die Brasilianerinnen. Im Oktober erreichten Duda Lisboa und Ana Patrícia Ramos bei der Weltmeisterschaft in Tlaxcala erneut das Finale, das sie gegen die US-Amerikanerinnen Sara Hughes und Kelly Cheng verloren. Anschließend gewannen sie in Santiago de Chile die Panamerikanischen Spiele und siegten auch beim Elite16-Turnier in João Pessoa. Beim World Pro Tour Finale 2023 in Doha belegten sie nach einer Halbfinal-Niederlage gegen das deutsche Duo Müller/Tillmann den dritten Platz. Im März 2024 wurden Duda/Ana Patrícia beim Elite16-Turnier in Doha Fünfte und gewannen anschließend das gleichwertige Event in ihrem Heimatland.
Nach ungefährdeten Erfolgen ohne Satzverlust in der Gruppenphase sowie im Achtel- und Viertelfinale siegten die Brasilianerinnen sowohl in der Vorschlussrunde gegen die Australierinnen Mariafe, Clancy als auch im Endspiel gegen die Kanadierinnen Melissa, Brandie in jeweils drei Sätzen und sicherten sich so Olympiagold bei den Spielen in Paris. Da Duda und Ana Patrícia anschließend keine internationalen Auftritte mehr hatten, rutschten sie in der FIVB-Weltrangliste bis zum Jahresende 2024 auf Position 22 ab.
Nach den ersten Elite16-Turnieren auf der World Pro Tour 2025 (Platz neun im mexikanischen Quintana Roo sowie die Plätze fünf bzw. drei in den brasilianischen Städten Saquarema und Brasília) erreichten Duda/Ana Patrícia wieder die Top Ten in der Weltrangliste. Nach einer Verletzung von Ana Patrícia im Mai konnten die Brasilianerinnen wochenlang nicht antreten und fielen in der Weltrangliste weit zurück. Bei ihrem Comeback im August im kanadischen Montreal erreichten Duda/Ana Patrícia Platz drei.

## Familie
Dudas Mutter startete bei der brasilianischen Beachvolleyballtour.